# Paratrechina pearsei
Paratrechina pearsei är en myrart som först beskrevs av Wheeler 1938.  Paratrechina pearsei ingår i släktet Paratrechina och familjen myror. Inga underarter finns listade i Catalogue of Life.